# Peucedanum pumilum
Peucedanum pumilum är en flockblommig växtart som först beskrevs av Domenico Viviani och Dc., och fick sitt nu gällande namn av Minosuke Hiroe. Peucedanum pumilum ingår i släktet siljor, och familjen flockblommiga växter. Inga underarter finns listade i Catalogue of Life.